# 시수 (문화)

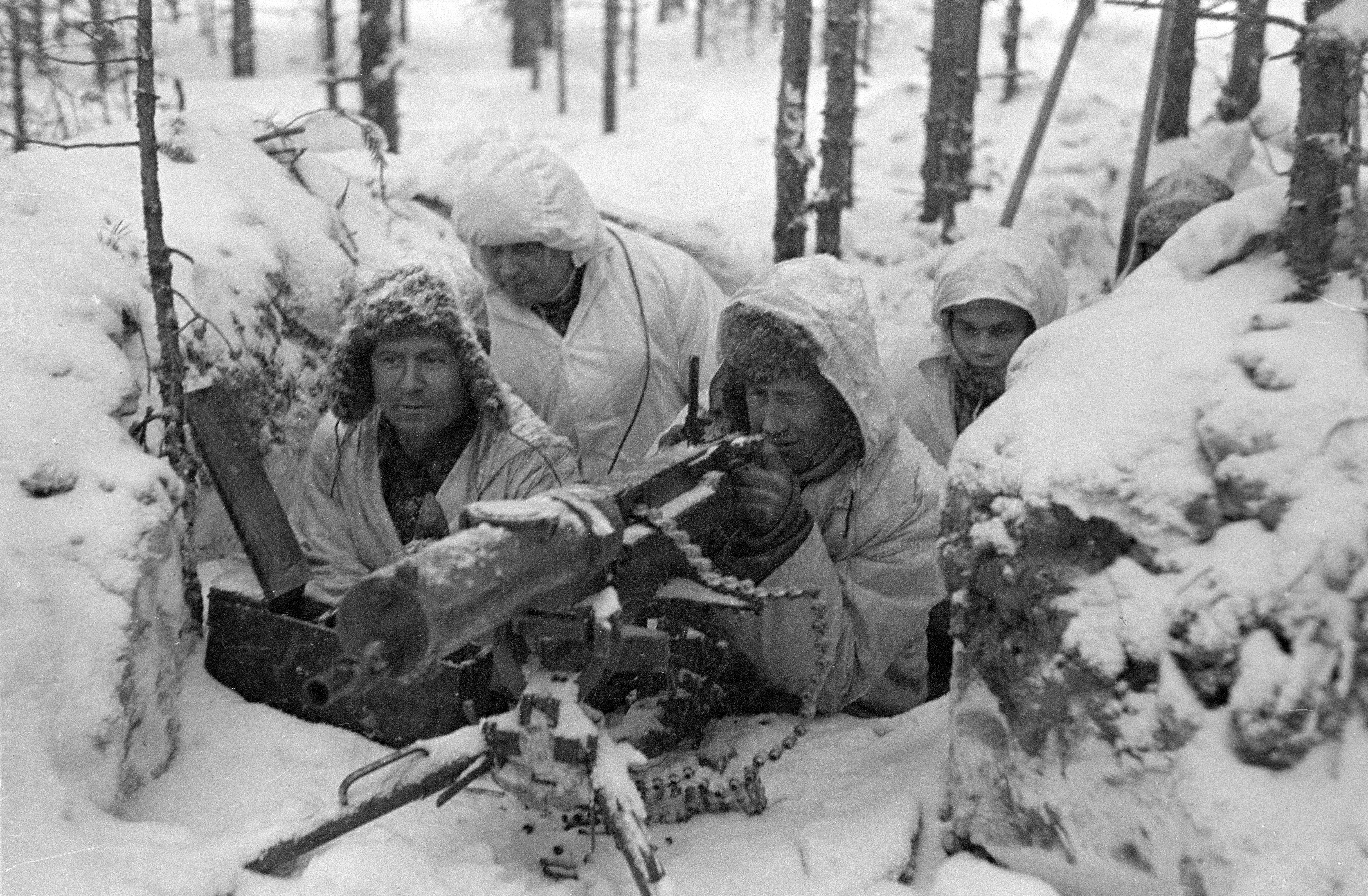
핀란드는 겨울전쟁에서 압도적인 소련군을 맞아 치열한 항쟁을 벌였다.

시수(핀란드어: Sisu)는 핀란드의 문화적 개념이다. 극기심, 용기, 회복 탄력성, 강인함 등의 의미가 혼재하는 개념으로, 외국어로 정확히 대응하는 표현은 존재하지 않는 것으로 여겨진다. 핀란드인들은 이 시수를 자신들의 국민적 기질로 여긴다.
시수는 용기는 용기이되, 암울하고 불쾌하며 두려운 현실에 맞서 승산 없는 싸움을 할 때 나타나는 그런 용기이다. 승산 없는 싸움을 하면서도 역경에 맞서 용기와 결연함을 내보일 수 있는, 설사 실패하고 또 실패하더라도 그 결정과 행로를 고집할 수 있는 그러한 성격의 개념이다. 침착성과도 유사하지만, 거기에 스트레스 관리라는 요소가 추가된 엄혹한 침착성, 엄혹한 용기라고 할 수 있다.

## 같이 보기
- 후츠파
- 동인 이론
- 고의
- 회복 탄력성
- 우주비행사
- 뻣뻣한 윗입술
- 정진 (불교)